# Майморы
Майморы — деревня в Дальнеконстантиновском районе Нижегородской области. Входит в Дубравский сельсовет.
Расположена на правом берегу реки Озёрка в 16 км к северу от посёлка Дальнее Константиново, в 23 км к юго-западу от Кстово и в 40 км к югу от центра Нижнего Новгорода.
По южной окраине деревни проходит местная дорога, выходящая на западе к автодороге Р158 (Н. Новгород — Саратов), на востоке — к автодороге Кстово — Дальнее Константиново.
| 2002 | 2010 |
| ---- | ---- |
| 78   | ↘46  |